# Cedusa medleri
Cedusa medleri är en insektsart som först beskrevs av Synave 1971.  Cedusa medleri ingår i släktet Cedusa och familjen Derbidae. Inga underarter finns listade i Catalogue of Life.